# Gatans krigare
Gatans krigare (originalets titel: Tuff Turf), även känd som Tuff Turf - gatans terror, är en amerikansk film från 1985 i regi av Fritz Kiersch, med James Spader, Kim Richards och Paul Mones i rollerna. I en mindre roll syns även Robert Downey Jr..

## Handling
High school-eleven Morgan Hiller har nyss flyttat från Connecticut till Los Angeles. Där blir han god vän med klasskamraten Jimmy Parker. Morgan inleder en romans med Frankie Croyden, något som leder till en våldsam konflikt med Frankies pojkvän, ungdomsbrottslingen Nick Hauser.

## Rollista
| James Spader      | – Morgan Hiller   |
| Kim Richards      | – Frankie Croyden |
| Paul Mones        | – Nick Hauser     |
| Matt Clark        | – Stuart Hiller   |
| Claudette Nevins  | – Page Hiller     |
| Robert Downey Jr. | – Jimmy Parker    |
| Olivia Barash     | – Ronnie          |
| Panchito Gómez    | – Mickey          |
| Michael Wyle      | – Eddie           |
| Catya Sassoon     | – Feather         |
| Bill Beyers       | – Brian Hiller    |